# Satnoeni, Călărași
Satnoeni este un sat în comuna Dichiseni din județul Călărași, Muntenia, România.